# Francisco Xavier Alcalá Navarro
Xavier Alcalá (Francisco Xavier Alcalá Navarro) (Miguelturra, província de Ciudad Real, 1947) és un escriptor en gallec. És enginyer de telecomunicacions. Va passar la seva infantesa a Ferrol i actualment resideix a La Corunya. Va començar la seva carrera literària escrivint cançons per a Andrés do Barro, a continuació va passar fugaçment a la poesia per a finalment especialitzar-se en la prosa. Col·labora com a columnista en diversos periòdics gallecs. El 1980 obtingué el Premi de la Crítica de narrativa gallega per Fábula.

## Obras
- Voltar, seis personaxes e un fado, 1972 (relats)
- A insua, 1978 (novel·la)
- A nosa cinza, 1980 (novel·la)
- Fábula, 1980 (novel·la)
- Nos pagos de Huinca Loo, 1982 (novel·la)
- O Larvisión e outros relatos, 1984, (relats)
- Tertúlia, 1985 (novel·la)
- Cárcere verde, 1990 (novel·la)
- Latitude austral, 1991 (relats)
- Viaxes no país de Elal, 1992 (crònica de viatges)
- Contos das Américas, 1992 (relats)
- Contos do impaís, 1992 (relats)
- Código Morse, 1996 (novel·la)
- La Habana Flash, 1998 (crònica de viatges)
- Alén da desventura, 1998 (novel·la)
- Entre fronteiras, 2004 (novel·la)